# قانون بوكخوريس
مدونة بوكخوريس أو قانون بوكخوريس هي أشهر مدونة صدرت في مصر الفرعونية ويعد بوكخوريس أحد ملوك الأسرة الرابعة والعشرين (( 718- 712ق.م)) دوّن قانوناً دعي باسمه ويعتبر هذا القانون هو الصورة الأخيرة التي استقر عليها القانون المصري.
و يتضمن التقاليد المصرية القديمة التي كانت سائدة قبل عهد هذا الملك بعد أن أدخل عليها الكثير من التعديلات. ويرى بعض المؤرخين إن بوكخوريس تأثر بمدونات وادي الرافدين، لا سيما شريعة حمورابي، وذلك بسبب الصلات التجارية بين مصر وبلاد وادي الرافدين، وأن قانون الألواح الإثني عشر الروماني، قد تأثر بقانون بوكخوريس، وقد روى هيرودت وديودور الصقلي بأن قانون صولون اليوناني قد تأثر بمدونات مصر القديمة ولا سيما بقانون بوكخوريس.

## ميزات قانون بوكخوريس
1. إنه قانون مدني بعيد عن الطابع الديني سواء في مجال الأحوال الشخصية أو في نظام المعاملات المدنية.
2. حصلت المرأة على نوع من المساواة كالرجل، إذ أصبح عقد الزواج مبنياً على التراضي واعتراف للزوجين في حقهم بالطلاق بالتساوي فضلاً عن ذلك أنه قضى على جميع الآثار التي كانت مترتبة على السلطة الأبوية، وأصبح الميراث من حق الأولاد ودون تفرقة بين الذكور والإناث
3. أخذ بمبدأ التعاقد بالكتابة، ووجوب تسجيل جميع العقود في مكاتب خاصة أعدت لذلك، ولم يعد من الجائز إثبات التصرفات القانونية بالشهادة إذا استلزم القانون كتابة العقد.
4. ألغى نظام استرقاق المدين بسبب الدين، ونظام الإكراه البدني، وجعل المدين مسؤلاً عن دينه في ماله فقط دون جسمه إلا إذا كانت الديون مستحقة للدولة أو المعبد.
5. انه اخلى عقد الزاوج من الصبغة الدينية وحولة إلى عقد زا صبغة اجتماعية
6. خفض بوكخوريس سعر الفائدة في الديون ووضع قيوداً على كيفية حساب الفوائد، إذ لا يجوز المطالبة بأكثر من ضعف قيمة الدين مهما طالت المدة.
7. توسع في أحكام الرهن وقرر في عقد الإيجار رهناً عاماً على أموال المستأجر لضمان الوفاء بالأجر.

## استمرارية تطبيق قانون بوكخوريس
استمرت مدونة بوكخوريس سارية المفعول في مصر الفرعونية تسعة قرون متتالية باعتبارها قانوناً مصرياً فرعونياً خالصاً بلغ آخر مراحل تطوره فهو لم يتطور إلاّ بصورة
جزئية وكانت يد الإلغاء والتعديل تمتد إليه من حين إلى آخر: فكل من أمازيس ودارا الفارسي ألغى العمل به، اصدر كل منهما تقنيناً جديداً للقانون المصري ولكنهما اعتمدا
عليه في مدونتيهما: وأعيد العمل به مع بعض التعديلات في العصر البطلمي وشطر كبير من العصر الروماني واستمر التطبيق حتى عام 212م عندما صدر دستو رالإمبراطور
«كراكلا» الذي أعطى الجنسية الرومانية لكل سكان الإمبراطورية مما أدى منطقياً إلى إخضاع السكان جميعاً لسيادة القانون الروماني.

## مدونة بوكخوريس بين التأثر والتأثير
يرى بعض الباحثين أن بوكخوريس كان حليفأً للآشوريين والبابليين مما أد ّى إلى ثأثر المدونة بقوانين بابل وبخاصة قانون حمورابي فيما وضعه من أحكام تتعلق باالالتزامات والعقود.